# Pierre Thiolon
Pierre Thiolon   (16è districte de París, 17 de gener de 1927 - Thiais, 14 d'abril de 2014) fou un jugador de bàsquet francès que va competir durant les dècades de 1940 i 1950.
El 1948 va prendre part en els Jocs Olímpics de Londres, on guanyà la medalla de plata en la competició de bàsquet. El 1951 guanyà la medalla de bronze al Campionat d'Europa de bàsquet masculí. Entre 1947 i 1951 jugà 35 partits amb la selecció francesa.